# Quartet de corda núm. 19 (Mozart)
El Quartet de cordes núm. 19 en do major, K. 465, conegut com a Quartet «Les dissonàncies» és una composició de Wolfgang Amadeus Mozart que, per la seva inusual introducció breu, és potser el més famós dels seus quartets de corda. És l'últim de la sèrie dels quartets dedicats a Haydn, escrits entre 1782 i 1785 en honor del compositor i amic de Mozart, Joseph Haydn, considerat com el "pare" del quartet de corda. D'acord amb el catàleg d'obres de Mozart, va ser iniciat el 1784 i completat el 14 de gener del 1785.

## Anàlisi musical
Consta de quatre moviments:
1. Adagio - Allegro.
2. Andante cantàbile, en fa major.
3. Menuetto. Allegro, en do major. El Trio en do menor.
4. Allegro molto.

El primer moviment s'inicia amb un sinistre i silenciós passatge del violoncel, al qual s'uneixen successivament la viola (amb un la♭ que es desplaça cap a un sol), el segon violí (amb un mi♭) i el primer violí (amb un la), creant-se així la "dissonància" i evitant per poc una dissonància encara més intensa. Aquesta manca d'una harmonia i d'una tonalitat clarament delimitades contínua al llarg de la introducció lenta abans de resoldre en la brillant tonalitat de do major de la secció de l'Allegro del primer moviment, que està en forma sonata.

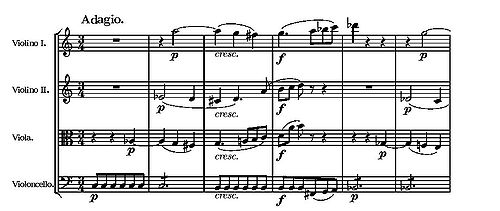
Inici del primer moviment

Mozart comença (Escolteu-ho)) a usar escales cromàtiques i escales de tons sencers per traçar intervals de quarta. Les línies amb forma d'arc que fan ressaltar les quartes del primer violí (do - fa - do) i del violoncel (sol - do - do' - sol') estan combinades amb línies que recalquen els intervals de quinta del segon violí i de la viola. En la barra de compàs que divideix els compassos segon i tercer de l'exemple es pot apreciar el segon violí. En el seu Quartet de corda núm. 18 (K. 464), aquestes suspensions de quartes són molt prominents.

El segon moviment està en forma sonatina, és a dir, no té una secció de desenvolupament típica de la forma sonata. Sobre la coda d'aquest moviment, Alfred Einstein comenta que «el primer violí expressa obertament que sembla estar ocult sota el diàleg del tema subordinat».

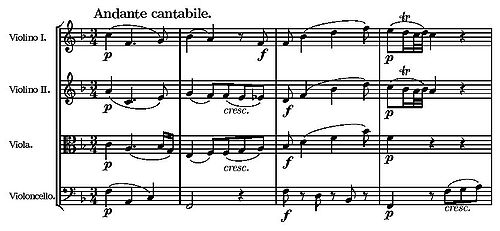
Inici del 2n. moviment

El tercer moviment és un Minuet i Trio', amb l'exuberant caràcter del minuet que s'enfosqueix quan passa a la tonalitat de do menor del Trio.

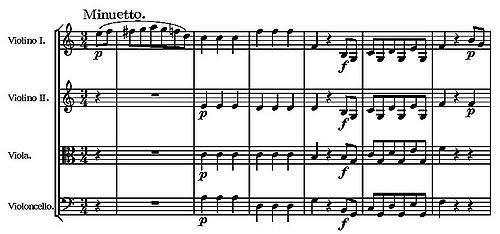
Inici del 3r. moviment

L'últim moviment està escrit en forma sonata.

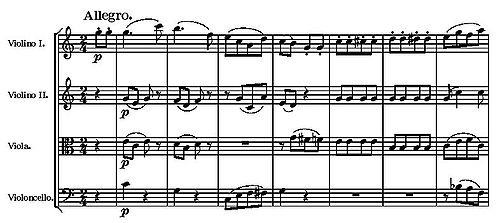
Inici del 4t. moviment